# Massacres de 1804 en Haïti
Les massacres de 1804 en Haïti sont l'assassinat de la quasi-totalité des citoyens français blancs, derniers colons restés en Haïti, après l'échec de l'expédition de Saint-Domingue, et à la suite de l'indépendance d'Haïti clôturant la révolution haïtienne. Cette épuration ethnique, ordonnée par Jean-Jacques Dessalines, est perpétrée sur toute l'étendue du territoire haïtien entre février et fin avril 1804 et se traduit par 2 000 à 5 000 morts.

## Contexte

### Une riche colonie esclavagiste

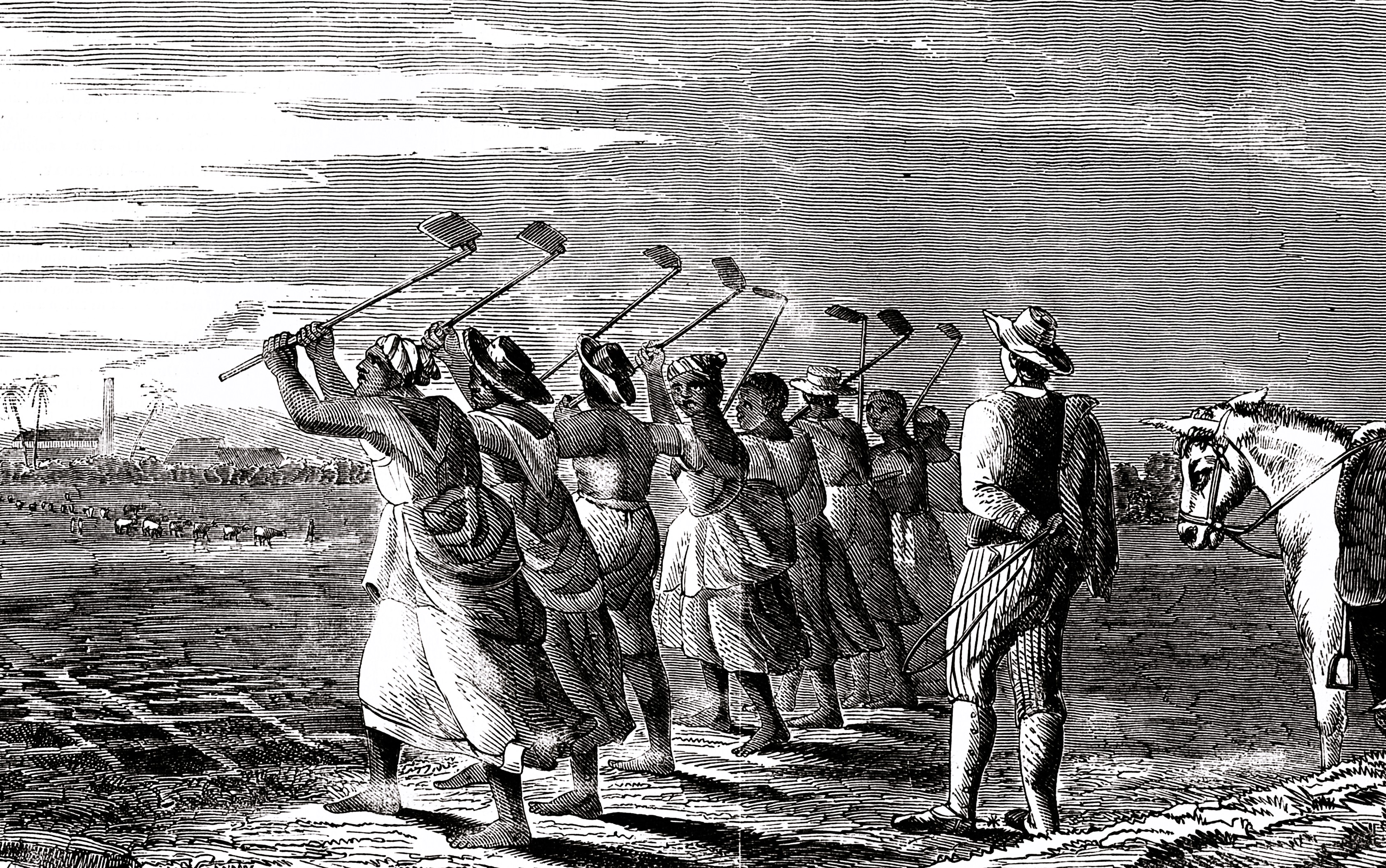
Esclaves creusant des sillons pour la canne à sucre.

Au XVIIIe siècle, la colonie française de Saint-Domingue, aujourd'hui Haïti, connaît un développement sans précédent, devenant le premier fournisseur de sucre de l’Europe. Cette culture est celle qui nécessite le plus de main-d’œuvre et, entre 1785 et 1790, Saint-Domingue absorbe 37 % de l’ensemble de la traite transatlantique de captifs africains, toutes nations confondues.
Ainsi, en 1788, la colonie compte environ 500 000 esclaves africains, pour 32 000 Blancs et 28 000 libres de couleur (métis ou noirs affranchis).

### Révoltes d'esclaves devenues révolution

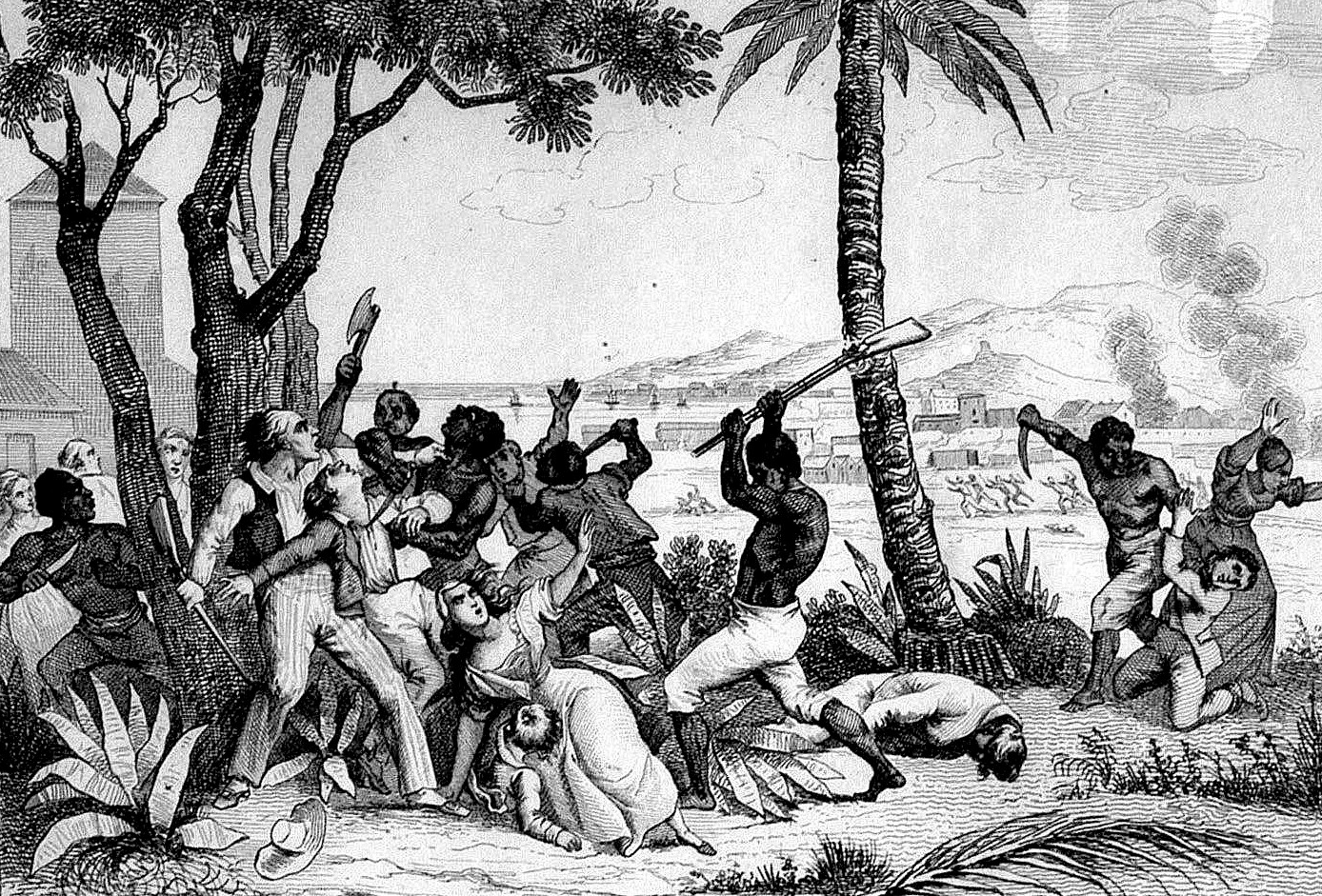
Incendie de la Plaine du Cap et massacre de colons blancs par les esclaves noirs révoltés en 1791 (dans France militaire, 1833).

En 1791, deux ans après le début de la Révolution française, une insurrection d'esclaves éclate dans le nord de la colonie, obligeant les Français à abolir l'esclavage, d'abord localement en 1793, puis dans l'ensemble des colonies du royaume l'année suivante. À partir de 1794, Toussaint Louverture s'impose comme chef de la rébellion, jusqu'à se faire nommer gouverneur à vie de Saint-Domingue.

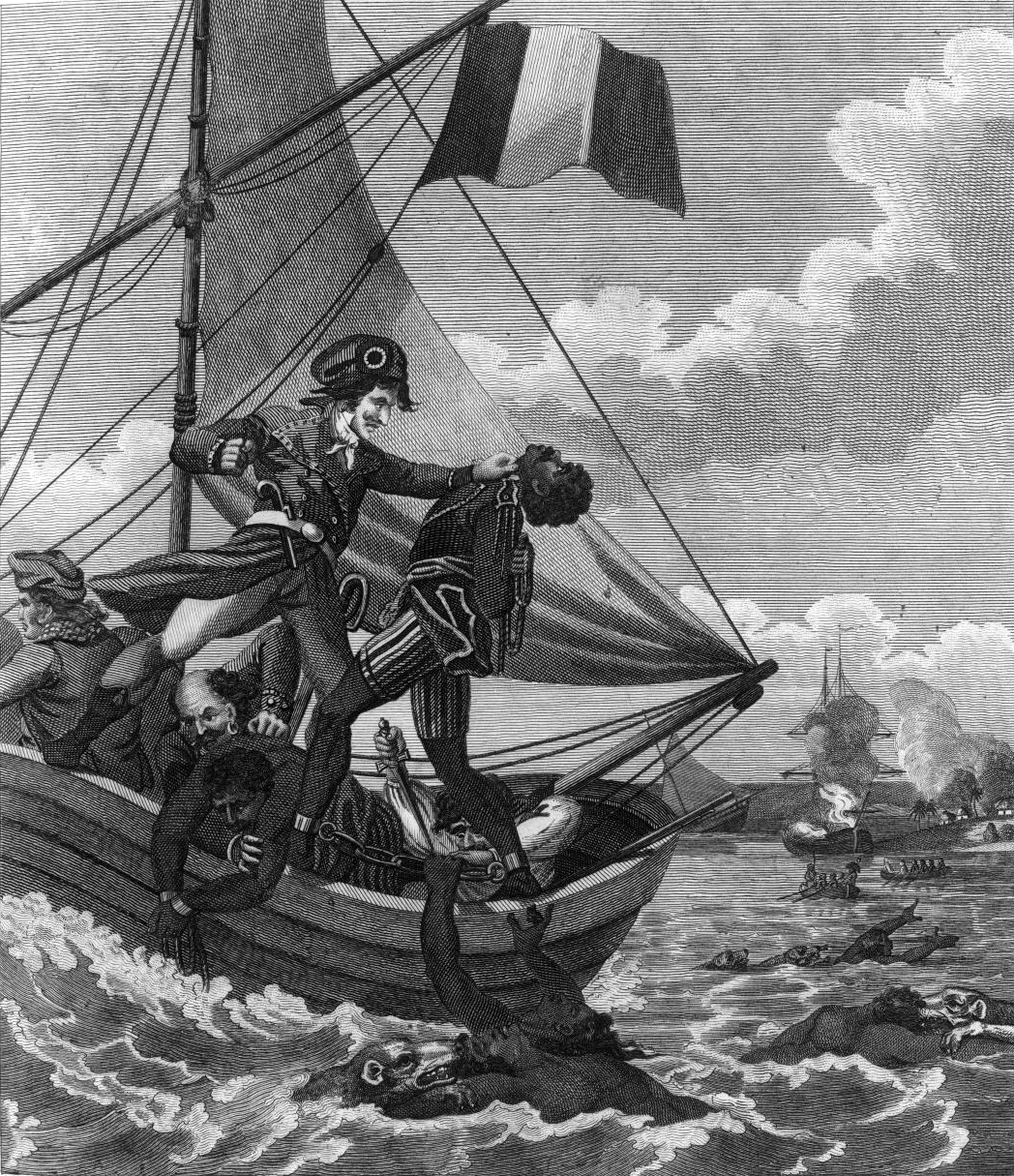
Exactions françaises pendant l'expédition Leclerc-Rochambeau de 1802-1803 (Marcus Rainsford, 1805).

En 1802, décidé à mettre un terme au projet d'autonomie, le premier consul Napoléon Bonaparte envoie un corps expéditionnaire à Saint-Domingue afin de rétablir l'autorité de la métropole. Une fois Toussaint Louverture neutralisé, Napoléon donne l'instruction au général Leclerc de rétablir l'esclavage dans la colonie. Celui-ci procède au désarmement de la population, qu'il met en œuvre à grand renfort d’exécutions sommaires, asphyxie au soufre, noyades, molosses, déportations,. Les officiers de couleur encore fidèles à la France se retournent alors contre la puissance coloniale et rejoignent les insurgés. À la bataille de Vertières en novembre 1803, les armées françaises sont définitivement battues. Au total, plus de 20 000 soldats français trouvent la mort lors de cette expédition. Rochambeau, le successeur de Leclerc, ordonne l'évacuation de la colonie.
Au cours de la Révolution haïtienne, de 1791 à 1803, les colons fuient massivement, par vagues successives, notamment en Amérique, en Jamaïque et à Cuba, parfois en emmenant des esclaves avec eux.

### Indépendance de la colonie
Avec la défaite des troupes napoléoniennes, la révolution haïtienne touche à sa fin, avec la déclaration de l'indépendance le 1er janvier 1804 par Jean-Jacques Dessalines. Toutefois, celui-ci, qui avait déjà massacré en novembre 1803 des prisonniers français trop malades pour quitter l'île avec le reste de l'armée, est bien décidé à éradiquer la présence française dans ce nouvel État.
Le soir même, la question de l'élimination des Français restant à Haïti, évoquée dans la déclaration d'indépendance, est soulevée par Dessalines, bien que celui-ci leur ait promis une protection,. Le massacre, plutôt que la déportation, est choisi. Le but recherché est de régler le problème de populations de couleurs différentes dans un même pays, tout en supprimant une population qui pourrait être plus sensible aux intérêts de l'ancienne puissance coloniale plutôt que celle de la nouvelle république. Dessalines craint notamment une nouvelle expédition française pour reprendre l'île. En effet, un petit contingent de soldats français reste établi à Santo Domingo, capitale de la partie espagnole d'Hispaniola, encore occupée par les Français qui y ont rétabli l'esclavage depuis 1802, et projette d'envahir à nouveau l'ancienne colonie, et d'en « annihiler » la population noire.
S'ensuit une campagne de communication visant à opposer la population noire à la communauté française encore présente, campagne menée par Dessalines et Louis Boisrond Tonnerre, violemment francophobe, et dont la propagande est répétée durant les massacres, afin de les justifier.

## Déroulement des massacres
Après sa nomination à la tête du nouvel État indépendant, Dessalines demande mi-février à certaines villes (Léogâne, Jacmel, Les Cayes) d'organiser des massacres au niveau local. Le 22 février 1804, le nouveau gouverneur général prend un décret ordonnant le massacre des Blancs. Des exclusions concernant certaines professions (médecins, prêtres, ou toute autre pouvant être utile à la population haïtienne), ainsi que les déserteurs polonais (issus de l'expédition de Leclerc) et les fermiers allemands (ayant fondé une colonie dans le nord-ouest de l'île, avant la révolution) sont prévues. Si les femmes et les enfants sont d'abord censés être épargnés, Dessalines décide finalement de les éliminer également.
En février et mars, Dessalines parcourt les cités d'Haïti pour s'assurer que ses consignes étaient exécutées, de nombreux soldats rechignant à les appliquer. D'après l'un des survivants des massacres, Dessalines oblige les mulâtres à prendre leur part au massacre, « afin qu'ils ne puissent prétendre après coup en être innocents, laissant cette responsabilité retomber sur les épaules des Noirs uniquement ». Les massacres commencent alors dans les rues et dans les environs des villes, intégralement à l'arme blanche, afin que la ville suivante ne soit pas alertée.
À Jérémie, Dessalines insiste pour que tous ses soldats, notamment les mulâtres, appliquent ses consignes. Les femmes qui ne sont pas tuées subissent des viols, ou, menacées de mort, sont obligées à des mariages forcés. Ses hommes ayant découvert des proies que les habitants de la ville essayent de cacher, Dessalines propose à tous les rescapés une amnistie - ceux qui se montrent alors sont également éliminés. Le gouverneur quitte la ville en ayant pillé les richesses des victimes. Il ne reste plus grand chose des 450 habitants blancs de Jérémie ; quelques survivants peuvent s'échapper de l'île les mois suivants, aidés par des bateaux de commerce américains. De son côté, Dessalines continue sa campagne de Petit-Goâve à Léogâne.
À Port-au-Prince, contrairement aux ordres du nouveau pouvoir, il n'y a d'abord eu que quelques meurtres, mais avec l'arrivée de Dessalines le 18 mars, l'escalade des tueries commence. D'après le témoignage d'un capitaine britannique, quelque 800 personnes sont tuées dans la cité et il n'y a qu'une cinquantaine de survivants.

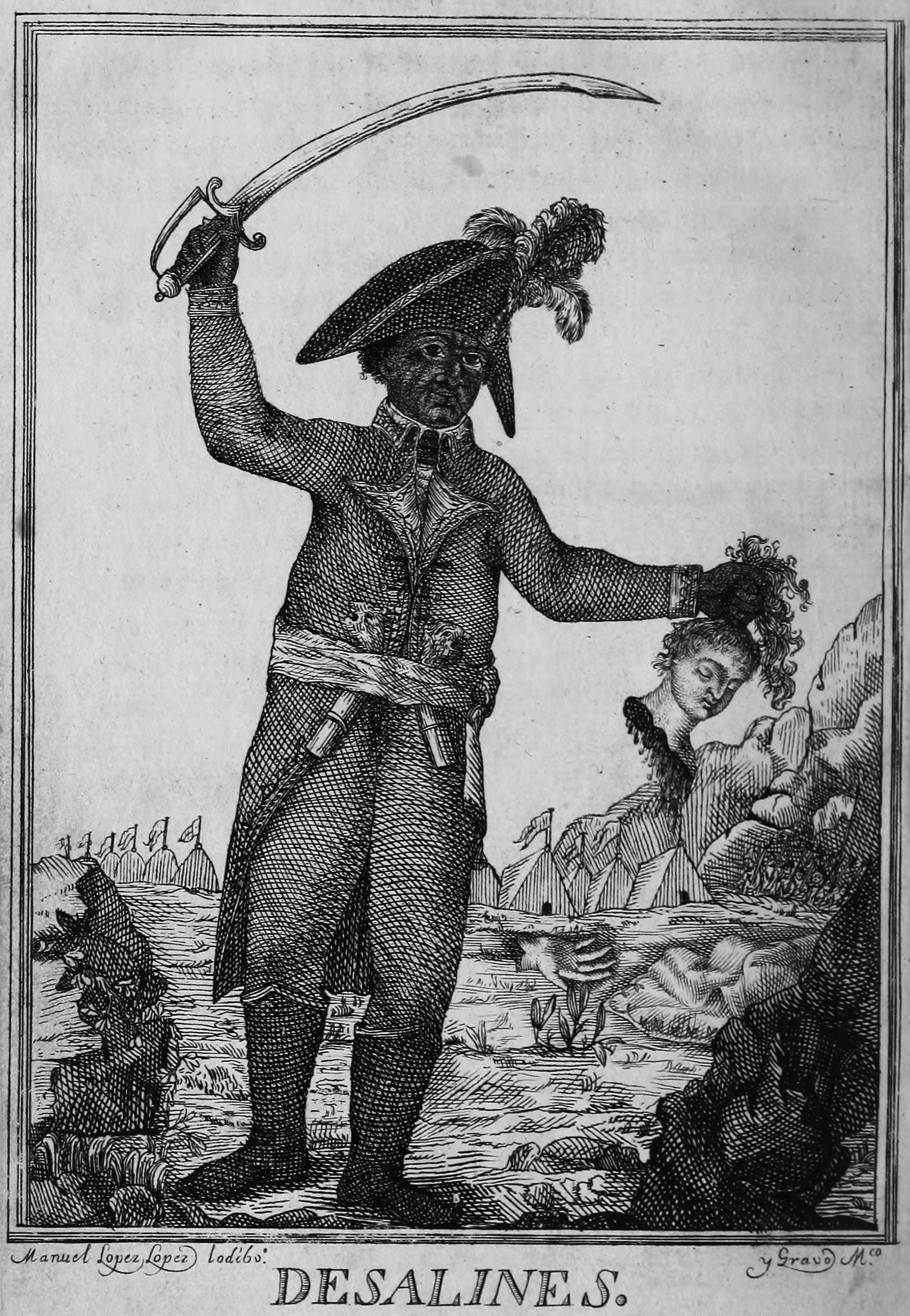
Caricature de Dessalines tenant la tête tranchée d'une femme blanche (1806), réalisée par Manuel López López pour le compte du pamphlétaire Louis Dubroca.

Le 18 avril 1804, Dessalines fait son arrivée à Cap-Haïtien. Jusqu'à cette date, seule une poignée d'assassinats ont été commis dans la ville, sous les ordres d'Henri Christophe, essentiellement pour s'emparer des richesses des notables tués. Mais avec la présence du nouveau gouverneur, la violence se mue en massacre dans les rues et en dehors de la cité. Les contemporains estiment à 3 000 le nombre des victimes de la ville, mais le chiffre est certainement grossi, la population française de la ville n'étant que de 1 700 après la révolution haïtienne. Comme ailleurs, la majorité des femmes et des enfants ne sont pas tués dès le début. Mais les conseillers de Dessalines martèlent que les Haïtiens blancs ne peuvent pas être anéantis si les femmes restent libres d'engendrer des hommes français blancs ; à la suite de cela, Dessalines donne l'ordre que les femmes soient tuées elles aussi, à l'exception de celles qui acceptent d'épouser des officiers de couleur.
Un des meurtriers les plus connus est peut-être Jean Zombi, un mulâtre habitant Port-au-Prince qui avait acquis une réputation par sa brutalité. Un récit affirme que Zombi a notamment arrêté un homme blanc dans la rue, lui a arraché ses vêtements, l'a amené jusqu'à l'escalier du palais présidentiel, où il l'a tué avec un poignard. Dessalines aurait été un des spectateurs de ce meurtre, et il en aurait été « horrifié ». Dans la tradition du vaudou haïtien, le personnage de Jean Zombi a renforcé la croyance aux zombies,.
À la fin du mois d'avril 1804, 2 000 à 5 000 personnes ont été tuées,, soit la quasi-totalité de la population blanche restante après la révolution. Seuls survivent ceux qui avaient été désignés comme devant être traités à part et épargnés : les soldats polonais qui avaient déserté de l'armée française, le petit groupe de colons allemands invités à s'installer dans le nord-ouest d'Haïti avant la révolution, et un groupe de médecins ou autres personnes qualifiées, dont les mouvements étaient surveillés par le nouveau régime. Les massacres s'arrêtent définitivement après le 22 avril 1804,.

## Question du génocide
L'historien Philippe R. Girard qualifie ces massacres de génocide,. Pourtant, ce qualificatif est très contesté, non seulement en raison de cibles finalement analysées comme étant principalement militaires, mais surtout parce qu'il est considéré comme un contre-feu visant à masquer la volonté génocidaire initiale (non concrétisée) à l'encontre de la population noire de l'île, et comme un moyen de détourner l'attention d'une défaite militaire. Adam Jones, spécialiste des génocides, analyse le cas comme une résistance subalterne (contre la violence coloniale) qui emploie à un moment donné une stratégie génocidaire consistant à pratiquement exterminer une population sur la base d'une identité collective : au-delà de l'absence chez Dessalines de pouvoir et de volonté de nuire précisément à un peuple, ce renversement oppresseur/opprimé, qui n'est pas du tout unique dans l'histoire universelle, questionne l'utilisation du terme « génocide » souvent réservé aux violences étatiques.

## Conséquences

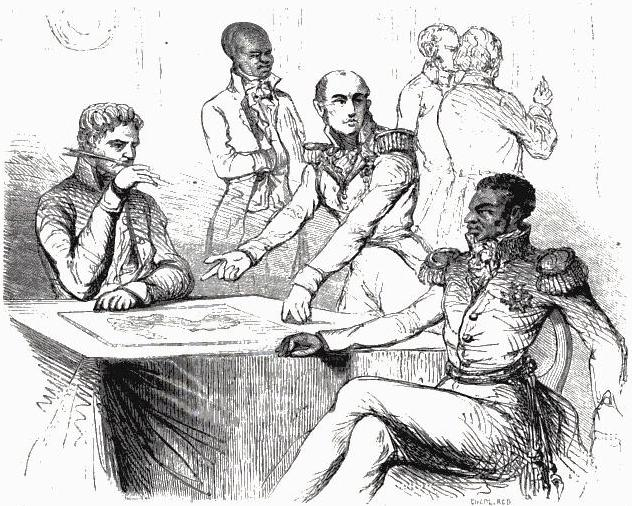
Le baron de Mackau et le président Boyer lors de la négociation du traité franco-haïtien de 1825.

Le nettoyage ethnique voulu par Dessalines a plusieurs incidences à plus ou moins long terme sur Haïti[réf. nécessaire].
Les plus directes sont des relations diplomatiques tendues avec l'ancienne puissance coloniale, qui n'a toujours pas renoncé à sa possession de Haïti. Sous la Première Restauration, en 1814, le président haïtien Alexandre Pétion, entame des négociations sur la reconnaissance de son pays avec Louis XVIII. Ces tractations se prolongent sous la Seconde Restauration et durent jusqu'à la mort du roi de France en 1824. Son successeur, le roi Charles X, maintenant débarrassé du blocus maritime qui avait été imposé par la Grande-Bretagne à la France sous la République et l'Empire, n'hésite pas à employer la diplomatie de la canonnière. Le 11 juillet 1825, sous la menace que fait peser sur l'île, une escadre de 14 vaisseaux pourvue de 500 canons, le roi de France contraint le président Boyer au règlement de frais d'indemnités d'un montant de 150 millions de francs-or. Condition à laquelle Charles X « concède », en souverain, l'indépendance de l'île. Dès 1826, les impôts qui ont été levés pour financer la dette sont la cause de révoltes paysannes. Sous la monarchie de Juillet, en 1838, cette dette est réduite à 90 millions de francs-or par Louis-Philippe. Le montant continuera d'être versé jusque sous la Troisième République, la dette n'étant remboursée qu'en 1888 ; des agios seront perçus jusque dans les années 1950, sous la Quatrième République.
D'autre part, si la question de la couleur de peau de la population est désormais réglée, Haïti connait une crise économique liée directement à l'expropriation totale des Blancs. Pour éviter que les mulâtres, qui tenaient déjà un tiers de l'économie coloniale, ne profitent de la situation, Dessalines fait annuler tous les actes de ventes postérieurs à l'union de l'armée indigène (après octobre 1802)[réf. nécessaire]. Selon lui, « Nous avons fait la guerre pour les autres. Avant la prise d’armes contre Leclerc, les hommes de couleur, fils de blancs, ne recueillaient point la succession de leurs pères, comment se fait-il, depuis que nous avons chassé les colons, que leurs enfants réclament leurs biens ? Les Noirs dont les pères sont en Afrique n’auront donc rien ? ...Prenez garde à vous, nègres et mulâtres ! Nous avons combattu contre les blancs. Les biens que nous avons conquis en versant notre sang appartiennent à tous. J’entends qu’ils soient partagés avec équité ». L'administration récupère donc la plupart des terres expropriées, mais est incapable de s'en occuper par elle-même, et les cède aux proches du pouvoir, eux-mêmes délégant la gestion agricole selon une chaîne hiérarchique qui place la paysannerie dans une situation de servage, ce qui provoque un vaste exode rural, freinant l'investissement des capitaux étrangers dans le seul secteur rentable de l'économie haïtienne. Le massacre de l'élite sociale et économique de l'île aura très durablement appauvri l'économie haïtienne, une situation à laquelle s'ajoute le versement de l'indemnité à l'ancienne puissance coloniale.